# Augusto Calheiros
Augusto Calheiros (Murici, 5 de junho de 1891 — Rio de Janeiro, 11 de janeiro de 1956) foi um cantor e compositor brasileiro.
Iniciou sua carreira artística no Recife em meados dos anos 1920. Em 1927, como integrante do grupo pernambucano Turunas da Mauriceia, transferiu-se para o Rio de Janeiro. A estreia do grupo no Rio de Janeiro ocorreu no Teatro Lírico, em espetáculo patrocinado pelo jornal Correio da Manhã, onde Augusto Calheiros fez enorme sucesso por causa de sua voz afinada e estilo peculiar de interpretação.
Segundo informações de comunicação da época, Calheiros passou longos anos de sua vida cantando com um só pulmão, devido a consequência de uma tuberculose.

## Maiores sucessos (ordem cronológica)
- 1928 - "Único Amor"
- 1928 - "Na Praia"
- 1929 - "Valsa da Saudade"
- 1929 - "Saudades do Rio Grande"
- 1930 - "Linda Cabocla"
- 1930 - "Teus Olhos Castanhos"
- 1933 - "Alma de Tupy"
- 1933 - "Céu do Brasil"
- 1933 - "Flor do Mato"
- 1934 - "Mané Fogueteiro"
- 1934 - "Fui à Bahia"
- 1935 - "Falando ao Teu Retrato"
- 1936 - "Flor do Sertão"
- 1937-  "Revivendo o Passado"
- 1937 - "Foi da Bahia"
- 1938 - "Como és Linda Sorrindo"
- 1938 - "Única Ventura"
- 1939 - "Minha Vida em Tuas Mãos"
- 1940 - "Ave Maria"
- 1940 - "Chuá Chuá"
- 1940 - "Amar em Segredo"
- 1941 - "Casa Desmoronada"
- 1945 - "Bela"
- 1945 - "Senhor da Floresta"
- 1945 - "Caboclo Vingador"
- 1945 - "Celia"
- 1946 - "Meu Ranchinho"
- 1946 - "Dúvida"
- 1947 - "Fatal Desilusão"
- 1947 - "Prelúdios de Sonata"
- 1947 - "Vida de Caboclo"
- 1947 - "Garoto da Rua"
- 1950 - "Adeus Pilar"
- 1950 - "Pisa no Chão Devagar"
- 1950 - "Grande Mágoa"
- 1952 - "Serenata Matuta"
- 1952 - "Sonhando ao Mar"
- 1953 - "Ave Maria"
- 1953 - "Como És Linda Sorrindo"
- 1953 - "Belezas do Sertão"
- 1953 - "Cabocla Pureza"
- 1954 - "Audiência Divina"
- 1954 - "Meu Dilema"
- 1955 - "Adda"